# I・L・ブラ
イリケナ・ラサルサ・タレブラマイナヴァレニヴェイヴァカブライマイナクララケバラウ(Ilikena Lasarusa Talebulamainavaleniveivakabulaimainakulalakebalau、1921年11月15日 - )は、フィジーのラケバ島トゥボウ出身のクリケット選手。1947年から1948年と1953年から1954年にかけて9試合のファーストクラス・クリケットに出場した。彼のイニシャルと第3音節と、第4音節の組み合わせによるI・L・ブラの名前で広く知られている。彼の本名はファーストクラスのクリケット選手の中で最も長く、「ラウ諸島のラケムバ島のナンクラ病院から生きて帰った」という意味を持っている。
彼がプレーしていた当時はフィジーはテスト国ではなく、公式試合は2回にわたるニュージーランドのものだけに限られていた。彼はハードヒッターのバッツマンとして知られており、2度目のツアーの時のニュージーランドのカンタベリー・ウィザーズ (Canterbury Wizards) との試合で1時間の間にセンチュリー(100得点)を記録した。また、スバで行われた1958年のクラブマッチでは22本のシックスランなどにより246得点し、フィジーの記録となっている。